# SPV C600
SPV C600 – model telefonu komórkowego produkowanego przez HTC.
Jest typowym smartfonem, który pracuje z systemem Microsoft Windows Mobile 5 (można wgrać nowsze wersje, łącznie z WM 6.1). W telefonie znajdują się programy: Microsoft Word, PowerPoint i Excel. Ten model najpierw pojawił się na rynkach następujących krajów: Francji, Wielkiej Brytanii, Holandii i Szwajcarii potem Rumunii, Belgii, Słowacji i Polski.

## Dane techniczne

### Wyświetlacz
- TFT LCD
- 320 × 240 pikseli
- 64 tysięcy kolorów
- 2,2 cala

### Dźwięk
- 40-głosowe dzwonki polifoniczne
- MP3

### PasmaGSM
- 850
- 900
- 1800
- 1900

### Bateria
- Li-Ion 1150 mAh

### Pamięć
- Liczba wpisów w książce jest nieograniczona
- Liczba wiadomości w skrzynce jest nieograniczona
- Historia połączeń: łącznie 1000
- Pamięć wewnętrzna: 64 MB
- Pamięć zewnętrzna: karty pamięci miniSD

### Rozmiary
- Wymiary: 108 × 46 × 19 mm
- Masa: 105 g

### Aparat fotograficzny
- 1,3 megapiksela
- 4 × zoom cyfrowy

### Dane i wiadomości
- Rozmowy głosowe
- SMS
- MMS
- E-mail
- WAP 2.0
- XHTML

### Łączność
- GPRS
- EDGE
- Podczerwień
- Bluetooth
- USB

### Dodatkowe
- Odtwarzacz plików audio – wideo
- Obsługiwane formaty: MP3, AAC, 3GP, MP4, MPEG-4
- Organizer
- Kalendarz
- Kalkulator z przelicznikiem walut
- Lista zadań